# Andriej Astaszkin
Andriej Astaszkin (ros. Андрей Асташкин) – radziecki biegacz narciarski, czterokrotny medalista mistrzostw świata juniorów.

## Kariera
W 1982 roku wystąpił na mistrzostwach świata juniorów w Murau, gdzie zwyciężył w biegu na 15 km techniką klasyczną, a w sztafecie zdobył brązowy medal. Na rozgrywanych rok później mistrzostwach świata juniorów w Kuopio był najlepszy w sztafecie, a w biegu na 15 km był tym razem trzeci. W zawodach Pucharu Świata zadebiutował 23 marca 1984 roku w Murmańsku, zajmując trzecie miejsce w biegu na 15 km. Tym samym już w swoim debiucie nie tylko zdobył pierwsze pucharowe punkty, ale od razu stanął na podium. W zawodach tych wyprzedzili go tylko dwaj rodacy: Michaił Diewiatjarow i Władimir Smirnow. Był to jednak jego jedyne podium w zawodach tego cyklu. Nigdy nie wziął udziału w igrzyskach olimpijskich ani mistrzostwach świata.

## Osiągnięcia

### Mistrzostwa świata juniorów
| Miejsce | Dzień    | Rok  | Miejscowość | Konkurenjca             | Wynik     | Strata | Zwycięzca            |
| ------- | -------- | ---- | ----------- | ----------------------- | --------- | ------ | -------------------- |
| 1.      | 3 marca  | 1982 | Murau       | 15 km stylem klasycznym | 40:10,6   | -      | -                    |
| 3.      | ? marca  | 1982 | Murau       | Sztafeta 3x10 km        | 1:23:52,1 | +20,0  | Szwecja              |
| 3.      | 11 marca | 1983 | Kuopio      | 15 km stylem klasycznym | 41:38,7   | +56,4  | Aleksandr Uszkalenko |
| 1.      | ? marca  | 1983 | Kuopio      | Sztafeta 3x10 km        | 1:22:16,4 | -      | -                    |

### Puchar Świata

#### Miejsca w klasyfikacji generalnej
- sezon 1983/1984: 34.

#### Miejsca na podium
- Murmańsk – 23 marca 1984 (15 km) – 3. miejsce